# Lamazère
Lamazère település Franciaországban, Gers megyében. Lakosainak száma 130 fő (2022. január 1.). Lamazère L’Isle-de-Noé, Miramont-d’Astarac, Mouchès és Saint-Jean-le-Comtal községekkel határos.

## Népesség
A település népességének változása:
| Lakosok száma | 135  | 109  | 113  | 147  | 133  | 126  | 121  | 119  | 123  | 130  |
|               | 1968 | 1982 | 1990 | 2006 | 2013 | 2015 | 2017 | 2019 | 2020 | 2022 |